# Enrico Franzoi
Enrico Franzoi (Venetië, 8 augustus 1982) is een Italiaans ex-veldrijder en wielrenner.

## Loopbaan
In het seizoen 2002/2003 werd Franzoi wereldkampioen in het veldrijden bij de beloften, Hij won het seizoen erop een aantal kleinere wedstrijden en reed in een aantal grote koersen sterk met de toppers mee. In deze discipline behoort hij inmiddels tot de top die direct onder de echte top zit. In het seizoen 2004/2005 werd Franzoi voor het eerst Italiaans kampioen bij de profs, de twee daaropvolgende seizoenen wist hij dit kunstje telkens te herhalen. Over deze seizoenen won Franzoi een aantal kleinere wedstrijden en stond hij een paar keer op het podium in grote koersen.
Naast het in veld rijdt Franzoi ook op de weg. In 2004 reed hij voor het eerst bij de profs, hij ging aan de slag als stagiair bij Saeco. Voor 2005 kreeg hij een contract bij Lampre-Caffita, waar hij zich liet opvallen in het voorjaar. In 2006 reed hij een nog sterker voorseizoen voor deze ploeg. In de klassieker Parijs-Roubaix was hij in eerste instantie mee met de kopgroep waar uiteindelijk de winnaar uit vandaan kwam. Hij reed eveneens de Vuelta uit. 2007 werd een pechjaar voor hem. In het veldrijden viel hij ongelukkig bij de start van de wereldbekermanche van Koksijde en hij kon dat seizoen zijn vertrouwde niveau niet meer bereiken. Zo moest hij het Italiaans Kampioenschap aan zich voorbij laten gaan, waar Marco Aurelio Fontana won. Aan het eind van die winter was er een wereldkampioenschap in Treviso, waar hij 13e werd nadat hij toch een sterke cross reed.
In het voorjaar van 2008 viel Enrico in de ronde van Vlaanderen en moest daarom zijn favoriete klassieker Parijs-Roubaix aan zich voorbij laten gaan. Wel werd hij 2e in Tervuren en verlengde zijn Italiaanse titel. 
In 2009 was Franzoi succesvoller. In de eerste crossen van het jaar reed hij bij de top 10. Op 1 januari 2010 zal hij zijn ploeg Liquigas verlaten om zich voor 100% te gaan toeleggen op het veld.

## Palmares

### Veldrijden
Overwinningen
| 2004-2005 |   | 8e  | Goud   |                                  | 1  |  |  |
| 2005-2006 |   | 7e  | Goud   |                                  | 1  |  |  |
| 2006-2007 |   | ↑   | Goud   |                                  | 1  |  |  |
| 2007-2008 |   | 13e | DNS    | Lebbeke                          | 1  |  |  |
| 2008-2009 |   | 13e | Goud   |                                  | 1  |  |  |
| 2009-2010 |   | DNF | Zilver |                                  | 0  |  |  |
| 2010-2011 |   | DNS | DNS    |                                  | 0  |  |  |
| 2011-2012 |   | 28e | 4e     | Monte di Buja, Isolaccia, Oderzo | 3  |  |  |
| 2012-2013 |   | 14e | Zilver | Hittnau, Oderzo                  | 2  |  |  |
| 2013-2014 |   | 13e | Zilver | Stadl-Paura, Hittnau             | 2  |  |  |
| 2014-2015 |   | DNS | DNS    | Plougasnou                       | 1  |  |  |
| 2015-2016 |   | DNS | Zilver |                                  | 0  |  |  |
| 2016-2017 |   | DNS | 7e     | Buja                             | 1  |  |  |
| 2017-2018 |   | DNS | 6e     |                                  | 0  |  |  |
| 2018-2019 |   | DNS | 9e     |                                  | 0  |  |  |
| 2019-2020 |   | DNS | 9e     |                                  | 0  |  |  |
|           |   |     |        |                                  |    |  |  |
| Totaal    | 0 | 0   | 4      | 10                               | 14 |  |  |

### Wegwielrennen

#### Overwinningen
2008 - 1 zege
1e etappe Ronde van Spanje (TTT)
2014 - 1 zege
1e etappe Giro della Regione Friuli Venezia Giulia (TTT)

#### Resultaten in voornaamste wedstrijden
| Jaar | Ronde van Italië | Ronde van Frankrijk | Ronde van Spanje |
| ---- | ---------------- | ------------------- | ---------------- |
| 2005 |                  |                     |                  |
| 2006 |                  |                     | 97e              |
| 2007 |                  |                     | 110e             |
| 2008 |                  |                     | 98e              |
| 2009 |                  |                     |                  |

| Jaar | Gent-Wevelgem | Ronde van Vlaanderen | Parijs-Roubaix | Kuurne-Brussel-Kuurne |
| ---- | ------------- | -------------------- | -------------- | --------------------- |
| 2005 | 40e           | opgave               | 30e            |                       |
| 2006 | opgave        | 56e                  | 56e            |                       |
| 2007 | opgave        | 37e                  | 8e             |                       |
| 2008 | opgave        | opgave               | opgave         | 5e                    |
| 2009 |               | 87e                  | 74e            |                       |

### Jeugd
Wereld kampioenschap, veldrijden: 2003 (beloften)
 Italiaans kampioenschap, veldrijden: 2000 (junioren) 2001, 2002, 2003 & 2004 (beloften)